# Apatesia pillansii
Apatesia pillansii är en isörtsväxtart som beskrevs av Nicholas Edward Brown. Apatesia pillansii ingår i släktet Apatesia och familjen isörtsväxter. Inga underarter finns listade i Catalogue of Life.